# 第一代切爾姆斯福德子爵弗雷德里克·蒂西格
第一代切爾姆斯福德子爵弗雷德里克·蒂西格（英語：Frederic Thesiger, 1st Viscount Chelmsford，1868年8月12日—1933年4月1日）是一名英國保守黨政治人物，1916年起至1921年擔任印度總督一職。